# 李東炅
李東炅（1997年9月20日—），韓國足球員，現效力於K聯賽1球隊金泉尚武 (兵役) (蔚山現代外借)，他亦代表韩国国家队出戰國際賽。

## 俱乐部生涯
從蔚山現代青年隊蔚山現代高中畢業後，他去了弘益大學。
在2018賽季之前，他優先加入蔚山現代。 它通過2018年夏季轉會市場租給了K聯賽2的FC安養。
他在2019賽季之前回到了蔚山現代，並在2019賽季球會的第一個亞冠聯賽2019初賽季后賽霹靂FA的比賽下半場首次亮相。
最後更新：2019年10月26日
| 足球俱樂部    | 球季   | 聯賽     | 聯賽 | 聯賽 | 盃   | 盃   | 大陸 | 大陸 | 聰   | 聰   |
| 足球俱樂部    | 球季   | Division | Apps | 進球 | Apps | 進球 | Apps | 進球 | Apps | 進球 |
| ------------- | ------ | -------- | ---- | ---- | ---- | ---- | ---- | ---- | ---- | ---- |
| 蔚山現代      | 2018年 | K聯賽1   | 1    | 0    | 0    | 0    | 0    | 0    | 1    | 0    |
| FC安養 (借用) | 2018年 | K聯賽2   | 10   | 0    | 0    | 0    | 0    | 0    | 10   | 0    |
| 蔚山現代      | 2019年 | K聯賽1   | 25   | 3    | 0    | 0    | 3    | 1    | 28   | 4    |
| 聰            | 聰     | 聰       | 36   | 3    | 0    | 0    | 3    | 1    | 39   | 4    |

## 國家隊生涯
在2019年9月的A比賽之前，他被列入韓國國家足球隊名單。 他於2019年9月5日在與喬治亞國家足球隊的比賽中首次亮相國家隊。
他參加了2020年1月舉行的2020年亞足聯U-23錦標賽。 在錦標賽中，他參加了第一場對陣中國的小組賽，第三場對陣烏茲別克斯坦。在對陣約旦23岁以下隊的四分之一決賽中，他帶領韓國23岁以下隊進入半決賽，在比賽的下半場做出了令人印象深刻的任意球決賽進球。

## 榮譽
蔚山現代
- 亚足联冠军联赛：2020
- K聯賽1：2023